# Brian Lewis (pilote automobile)
Pour les articles homonymes, voir Brian Lewis et Lewis.
Brian Edmund Lewis (dit Bug), né le 7 décembre 1903 à Edmonton (Borough londonien d'Enfield) et décédé le 18 juillet 1978 à Lausanne (Suisse) à 74 ans, 2e baron Essendon, est un pilote automobile sur circuits anglais, directeur de plusieurs compagnies.

## Biographie

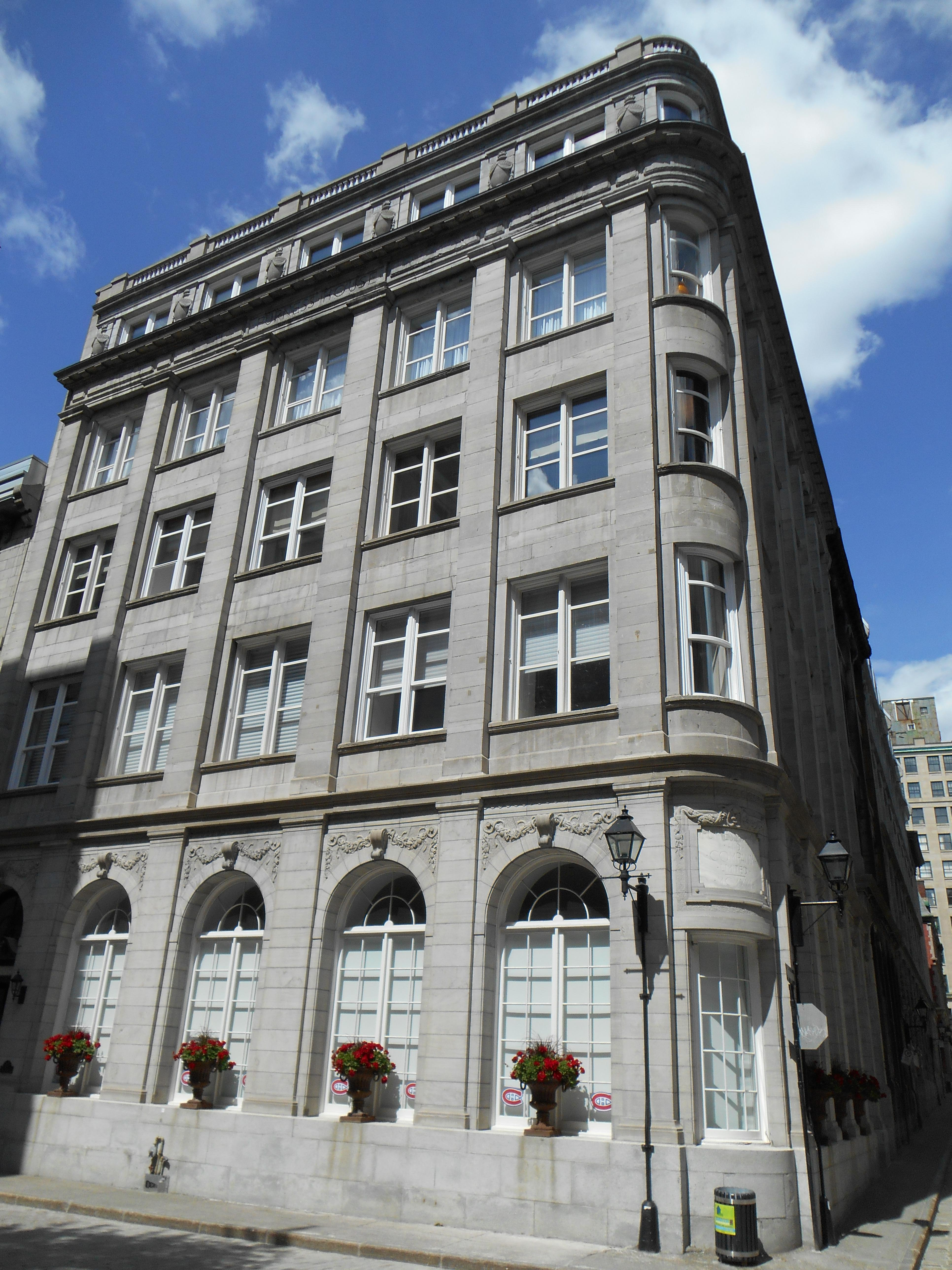
L'immeuble Furness Withy, à Montréal (Québec).

Fils unique d'un armateur, il fait ses études supérieures au Pembroke College (Cambridge) (après avoir été un bon joueur de cricket au Malvern College entre 1921 et 1922), avant de prendre la direction de l'entreprise familiale Furness Withy (en), ainsi que des firmes Barry Aikman Travel Ltd et Godfrey Davis & Co Ltd., puis de se marier en 1935.
Il commence sa carrière en sport automobile durant l'année 1925 (11e du Grand Prix de Boulogne sur Frazer Nash Anzani, puis participations au Junior Car Club "200" en 1927 et 1928), avant d'enchaîner sur OM (Grand Prix d'Irlande 1929). Il termine celle-ci lors de l'avant-dernière Coupe Vanderbilt avant guerre, en 1936 sur ERA B-Type.
Il remporte à trois reprises consécutives le Grand Prix de l'Île de Man (le Mannin Moar), en 1933 sur Alfa Romeo 8C 2300 "Monza", 1934 sur Alfa Romeo Tipo B (meilleur temps en course), et 1935 sur Bugatti Type 51.
Antérieurement à ces succès, il termine à trois reprises à la troisième place des 24 Heures du Mans, en 1930 et 1932 sur Talbot GB 90 puis AV 105, et en 1933 sur Alfa Romeo 8C 2300 (meilleur tour en course), pour 7 participations consécutives de 1929 (sur Lagonda) à 1935 (avec l'Alfa Romeo), terminant encore 7e en 1934. Aux 500 miles de Brooklands il est deuxième en 1931 (Talbot AV105), troisième en 1932 (Talbot AV35), 1935 (Bugatti Type 59) et 1936 (Lagonda LG45) (quatrième en 1932).
En 1931 il obtient la quatrième place au Grand Prix de Belgique avec Henry "Tim" Birkin sur Alfa Romeo 8C 2300LM, la cinquième au Mountain Championship sur Talbot 105, la sixième au Grand Prix d'Irlande sur Talbot, et la douzième au Grand Prix de l'ACF avec Earl Howe sur Bugatti Type 51. Il finit également en 1933 troisième du Mountain Championship sur Bugatti Type 51 et sixième du Grand Prix de Nice sur Alfa Romeo 8C 2300 "Monza" et, en 1935 cinquième du Grand Prix de la Marne sur Bugatti Type 59. Antérieurement il s'était classé huitième du Grand Prix d'Irlande en 1930, sur Talbot.
À la fin des années 1930, il est chroniqueur en sports mécaniques pour le quotidien News Chronicle et Président du syndicat des journalistes spécialisés en la matière. Il succède à son père dans ses responsabilités nobiliaires en 1944. Bon golfeur, il est également membre de Bath Club de Londres.